# Vyšné Nemecké
Vyšné Nemecké es un municipio del distrito de Sobrance en la región de Košice, Eslovaquia, con una población estimada a final del año 2024 de 238 habitantes.
Se encuentra ubicado al noreste de la región, en la cuenca hidrográfica del río Bodrog (afluente derecho del Tisza) y cerca de la frontera con la región de Prešov y Ucrania.

## Demografía
| Año        | 1994 | 2004     | 2014    | 2024    |
| ---------- | ---- | -------- | ------- | ------- |
| Población  | 211  | 246      | 242     | 238     |
| Diferencia |      | +16,58 % | −1,62 % | −1,65 % |

| Año        | 2023 | 2024    |
| ---------- | ---- | ------- |
| Población  | 244  | 238     |
| Diferencia |      | −2,45 % |